# Vivint Smart Home Arena
El Vivint Smart Home Arena és un pavelló esportiu situat en la ciutat de Salt Lake City, Utah, en els Estats Units, propietat de Larry H. Miller. Es va acabar de construir el 1991, i va ser inaugurat el 4 d'octubre d'aquest mateix any amb el nom de Delta Center. El novembre de 2006 va canviar el seu nom per l'actual, per motius d'esponsorització per part de l'empresa Vivint. És el recinte en el qual juga els seus partits com local l'equip de Utah Jazz de l'NBA.

## Història

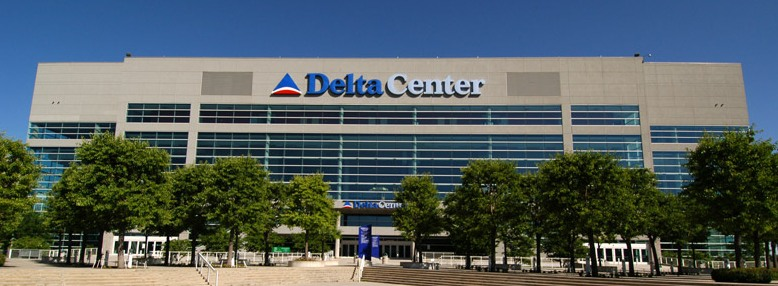
L'estadi, encara amb la denominació de Delta Center

El pavelló estava originàriament pensat per a 20.000 espectadors, que servís de terreny local per als equips de Utah Jazz i dels Salt Lake Golden Eagles, un equip de les lligues menors d'hoquei sobre gel. Va reemplaçar al ja demolit Salt Palace, que comptava amb 12.616 localitats. El finançament va anar a càrrec de l'empresari de Utah Larry H. Miller, començant les obres el 22 de maig de 1990 i essent inaugurat el 4 d'octubre de 1991. El cost total va ascendir a 93 milions de dòlars.
El primer partit que es va disputar en aquest pavelló va ser el disputat entre els Golden Eagles i els Peoria Rivermen, el 16 d'octubre de 1991, mentre que el primer partit de bàsquet va ser un de pretemporada entre els Jazz i els New York Knicks, amb victòria d'aquests últims per 101-95.
Diversos esdeveniments d'importància s'han celebrat en aquest pavelló, com els tornejos de bàsquet masculí de la Western Athletic Conference entre 1993 i 1995, l'All-Star Game de 1993, el campionat dels Estats Units de Patinatge artístic sobre gel el 1999, així com diverses proves dels Jocs Olímpics de Salt Lake City 2002.
L'agost de 1999 el sostre de la instal·lació es va veure seriosament afectat per un tornado, costant la seva reparació gairebé 4 milions de dòlars.